# Norbury (Londyn)
Norbury – dzielnica Londynu, w Wielkim Londynie, leżąca w gminie Croydon. Leży 11,8 km od centrum Londynu. W 2011 roku dzielnica liczyła 16 476 mieszkańców.